# Кубок Словаччини з футболу 2003—2004
Кубок Словаччини з футболу 2003–2004 — 11-й розіграш кубкового футбольного турніру в Словаччині. Титул вперше здобула Артмедія.

## Календар
| Раунд        | Дата                       | Матчі | Клуби   |
| ------------ | -------------------------- | ----- | ------- |
| Перший раунд | 26 серпня - 3 вересня 2003 | 14    | 30 → 16 |
| 1/8 фіналу   | 30 вересня - 1 жовтня 2003 | 8     | 16 → 8  |
| 1/4 фіналу   | 21-22/28-29 жовтня 2003    | 8     | 8 → 4   |
| 1/2 фіналу   | 7/20-21 квітня 2004        | 4     | 4 → 2   |
| Фінал        | 8 травня 2004              | 1     | 2 → 1   |

## Перший раунд
| Команда 1                        | Рахунок      | Команда 2                      |
| -------------------------------- | ------------ | ------------------------------ |
| 26 серпня 2003                   |              |                                |
| Стіл Транс (Личартовце) (2)      | 2:0          | Ружомберок                     |
| 2 вересня 2003                   |              |                                |
| Букоцел (Вранов-над-Топльоу) (2) | 0:5          | Дукла                          |
| Рімавска Собота (2)              | 3:1          | РЕаМОС (Кісуцкі Льєсковец) (2) |
| Татран (Пряшів) (2)              | 1:1 пен. 3:0 | Гуменне (2)                    |
| Аква (Турчянске Тепліце) (3)     | 3:0          | Одева (Липани) (3)             |
| Подберезова (2)                  | 2:1          | Кошице (2)                     |
| Рапід Ружинов (Братислава) (2)   | 3:1          | Тренчин                        |
| Нітра (2)                        | 1:1 пен. 4:3 | Дубниця                        |
| Коба (Сенець) (2)                | 2:1          | Дружственік (Бач) (2)          |
| 3 вересня 2003                   |              |                                |
| Матадор-2 (Пухов) (3)            | 0:2          | Інтер (Братислава)             |
| Слован Дусло (Шаля) (2)          | 1:0          | Слован                         |
| Сениця (2)                       | 0:0 пен. 5:6 | Артмедія                       |
| ДАК 1904 (Дунайська Стреда) (2)  | 0:6          | Спартак (Трнава)               |
| Коба-2 (Сенець) (3)              | 1:1 пен. 6:7 | Прєвідза (2)                   |

## 1/8 фіналу
| Команда 1                      | Рахунок      | Команда 2           |
| ------------------------------ | ------------ | ------------------- |
| 30 вересня 2003                |              |                     |
| Коба (Сенець) (2)              | 0:2          | Спартак (Трнава)    |
| Стіл Транс (Личартовце) (2)    | 1:1 пен. 4:1 | Інтер (Братислава)  |
| Рімавска Собота (2)            | 4:1          | Нітра (2)           |
| Прєвідза (2)                   | 2:0          | Подберезова (2)     |
| 1 жовтня 2003                  |              |                     |
| Слован Дусло (Шаля) (2)        | 2:0          | Матадор (Пухов)     |
| Дукла                          | 1:1 пен. 7:8 | Жиліна              |
| Рапід Ружинов (Братислава) (2) | 1:2          | Артмедія            |
| Аква (Турчянске Тепліце) (3)   | 2:1          | Татран (Пряшів) (2) |

## 1/4 фіналу
| Команда 1                   | Заг. | Команда 2                    | 1-й матч | 2-й матч |
| --------------------------- | ---- | ---------------------------- | -------- | -------- |
| 21/28 жовтня 2003           |      |                              |          |          |
| Слован Дусло (Шаля) (2)     | 1:0  | Прєвідза (2)                 | 1:0      | 0:0      |
| 21/29 жовтня 2003           |      |                              |          |          |
| Стіл Транс (Личартовце) (2) | 4:3  | Аква (Турчянске Тепліце) (3) | 4:2      | 0:1      |
| 22/28 жовтня 2003           |      |                              |          |          |
| Жиліна                      | 3:4  | Спартак (Трнава)             | 3:1      | 0:3      |
| 22/29 жовтня 2003           |      |                              |          |          |
| Рімавска Собота (2)         | 2:5  | Артмедія                     | 1:0      | 1:5      |

## 1/2 фіналу
| Команда 1                   | Заг. | Команда 2               | 1-й матч | 2-й матч |
| --------------------------- | ---- | ----------------------- | -------- | -------- |
| 7/20 квітня 2004            |      |                         |          |          |
| Стіл Транс (Личартовце) (2) | 2:1  | Спартак (Трнава)        | 1:1      | 1:0      |
| 7/21 квітня 2004            |      |                         |          |          |
| Артмедія                    | 6:1  | Слован Дусло (Шаля) (2) | 3:1      | 3:0      |

## Фінал
| 8 травня 2004 |

| Стіл Транс (Личартовце) (2) | 0:2      | Артмедія               |
| --------------------------- | -------- | ---------------------- |
|                             | Протокол | Крейчі 51' Микулич 75' |

| Міський стадіон, Дунайська Стреда Глядачів: 2 650 Арбітр: Павол Олшяк |